# Kapitelplatz și Kapitelgasse

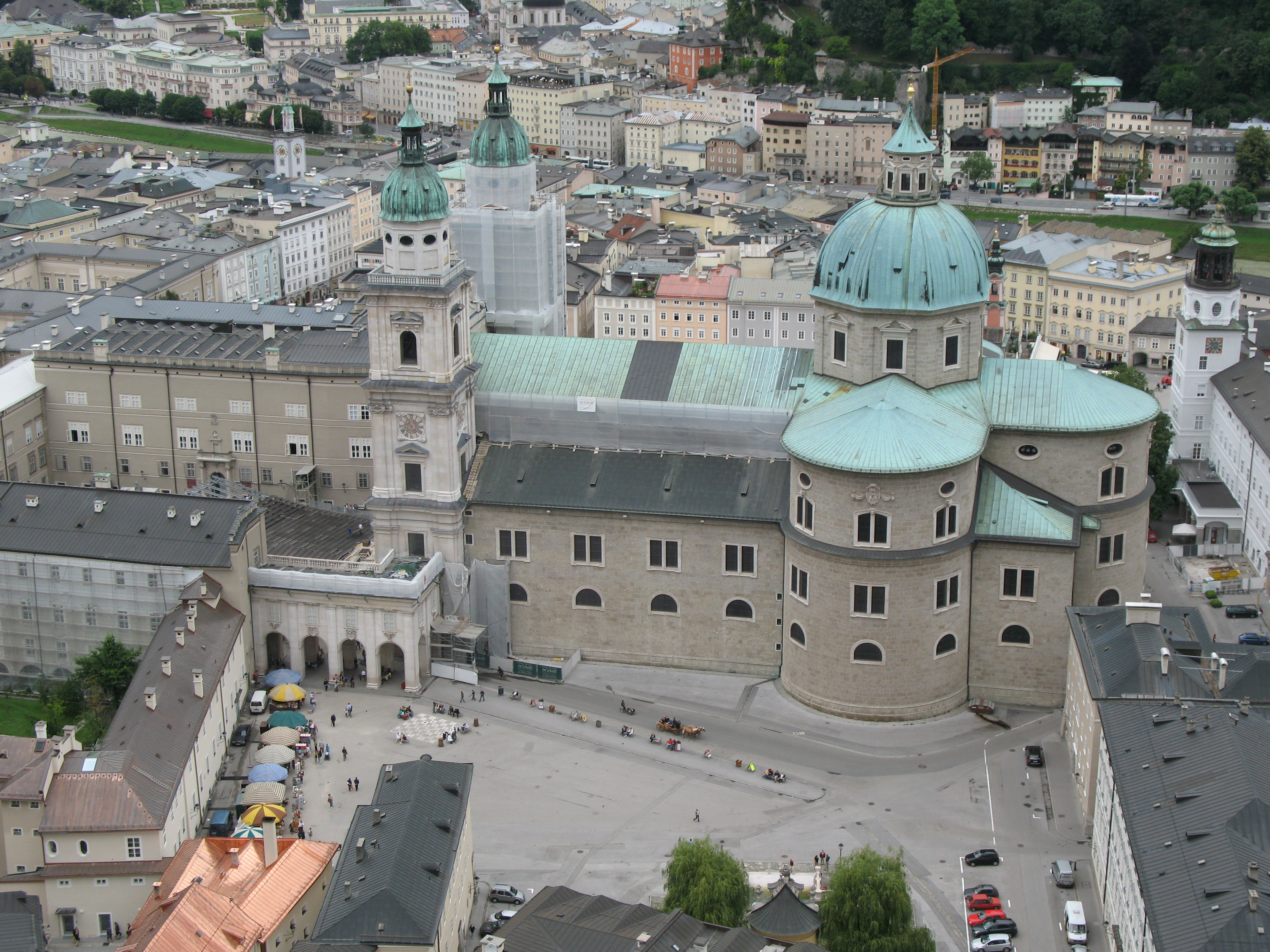
Kapitelplatz şi Domul

Kapitelplatz este o piață mare situată la sud de catedrală în Centrul vechi al orașului Salzburg. Spațioasa piață este mărginită la est de Rectoratul catedralei și de Palatul Arhiepiscopal, iar la sud de Cetatea Hohensalzburg și de Kapitelschwemme. În spate se află casa cardinalului Friedrich zu Schwarzenberg, capitlul catedral și curtea mănăstirii Sf. Petru. În vestul pieței este aripa novicilor din mănăstire. 

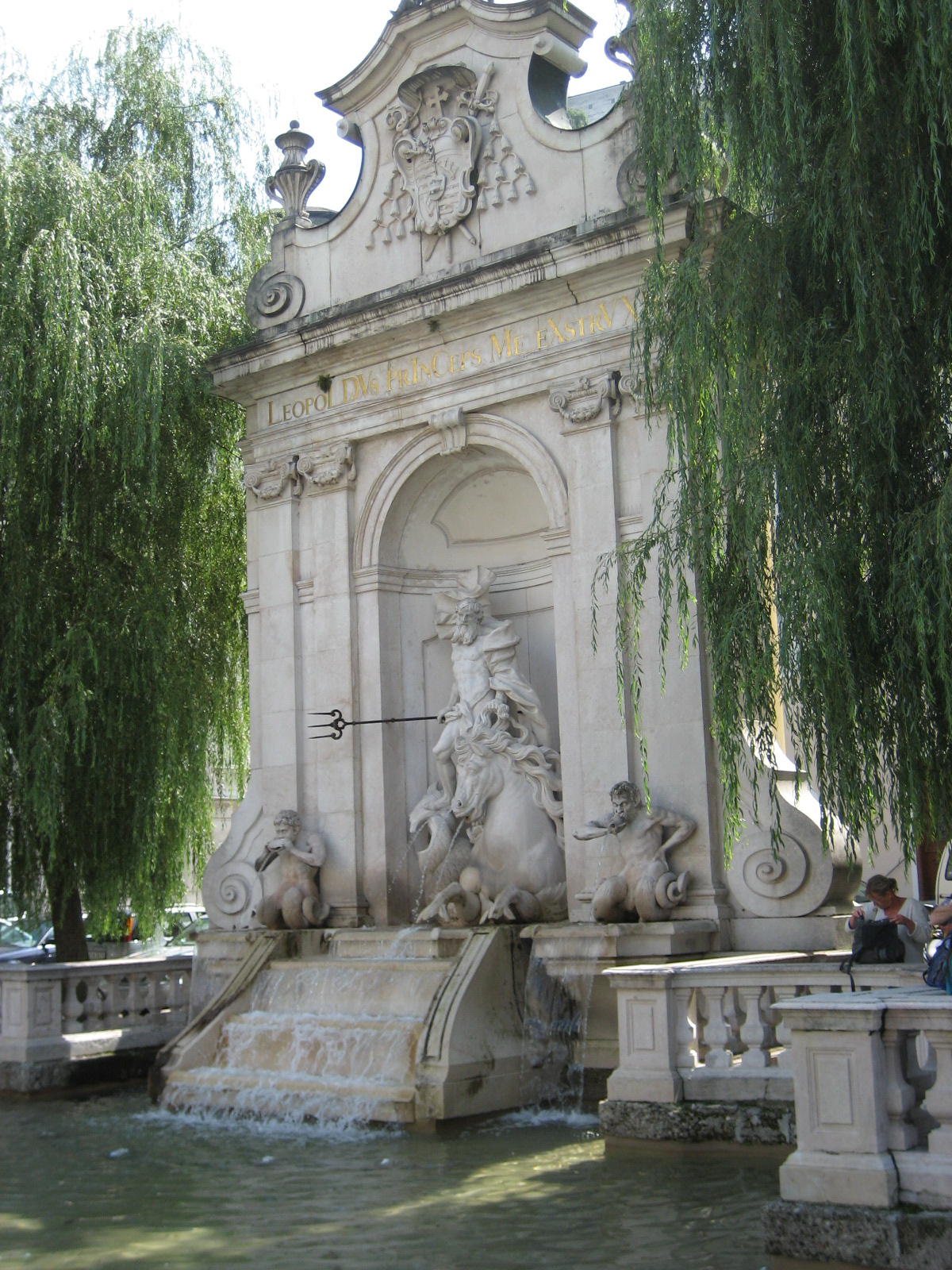
Neptun în nişa fântânii din Kapitelplatz